# Oh Mercy!
Oh mercy! (título original en francés: Roubaix, une lumière), es una película de drama criminal francés de 2019 dirigida por Arnaud Desplechin . La película se inspiró en el documental de televisión de 2008 Roubaix, comisaría central , dirigido por Mosco Boucault.  Está protagonizada por Roschdy Zem , Léa Seydoux , Sara Forestier y Antoine Reinartz . Fue seleccionado para competir por la Palma de Oro en el Festival de Cine de Cannes 2019 .

## Sinopsis
Es la noche de Navidad en Roubaix. El jefe de policía Daoud realiza la enésima patrulla por la ciudad en la que creció. Coches robados, altercados... En el cuartel, el novato Louis Coterelle trata de reunir información sobre su nuevo trabajo. Cuando se reúne con Daoud, el primer encargo de ambos consiste en investigar el brutal asesinato de una anciana. Sólo tienen a dos sospechosas: Claude y Marie, dos chicas alcohólicas y que parecen mantener una relación romántica entre sí.

## Reparto
- Roschdy Zem como Daoud.
- Léa Seydoux como Claude.
- Sara Forestier como Marie.
- Antoine Reinartz como Louis.
- Chloé Simoneau como Judith.
- Betty Catroux como De Kayser.
- Jérémy Brunet como Aubin.
- Stéphane Duquenoy como Benoît.
- Philippe Duquesne como Dos Santos.
- Anthony Salamone como Kovalki.
- Ilyes Bensalem como Farid.

## Recepción

### Crítica
La película tuvo críticas mixtas.
"Un efectivo y brillante ejercicio de cine estructurado en dos partes (...) A veces sorprendente y siempre de una solidez casi enfermiza."  dijo Luis Martínez de Diario El Mundo.
"[Desplechin] nos ofrece dos películas por el precio de una (...) O para ser más específicos: una fascinante (...) y la otra (...) tan aburrida como repetitiva." dijo Boyd van Hoeijm de The Hollywood Reporter.
"Se supone que al director le interesa el realismo y que su actitud es humanista. Todo es encomiable, pero tampoco sirve como fórmula para hacer un cine apasionante"  dijo Carlos Boyero de El País.

### Reconocimiento
- 2019: Festival de Cannes: Sección oficial largometrajes a concurso
- 2019: Premios César: 7 nominaciones, incluyendo mejor película y director
  - 1 premio (Mejor actor para Zem).